# William Mapother
William Mapother, född 17 april 1965 i Louisville, Kentucky, USA, är en amerikansk skådespelare och kusin till skådespelaren Tom Cruise.

## Filmografi (urval)
- 2006 – Ask the Dust
- 2008 – Criminal Minds (TV-serie)
- 2004–2007 – Lost (TV-serie)
- 2004 – The Grudge
- 2001 – In the Bedroom
- 2000 – Mission: Impossible 2

## Fotnoter
1. ↑  Internet Movie Database, IMDb-ID: nm0544611co0047972, läst: 17 oktober 2015.[källa från Wikidata]
2. ↑  Gemeinsame Normdatei, läst: 13 december 2014.[källa från Wikidata]